# Lessona (Wein)

Die Region Piemont und ihre Provinzen

Lessona ist ein Rotwein aus der norditalienischen Region Piemont, der 1976 den Status einer „kontrollierte Herkunftsbezeichnung“ (Denominazione di origine controllata – DOC) erhalten hat, die zuletzt am 7. März 2014 aktualisiert wurde. Namensgebend ist die Gemeinde Lessona in der Provinz Biella.

## Anbau

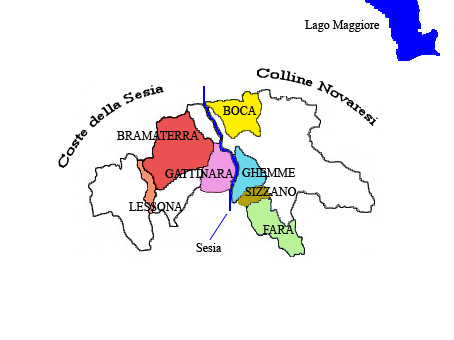
Die Weinbauzonen im Bereich der Sesia (Nordpiemont)

Das Produktionsgebiet gehört zu einem historisch bedeutenden Weinbaugebiet, das sich an den letzten Ausläufern der Alpen zu beiden Seiten des Flusses Sesia in den Provinzen Vercelli, Biella und Novara befindet. Hier befinden sich neun DOP Weinzonen, vertreten durch das Schutzkonsortium „Consorzio Tutela Nebbioli – Alto Piemonte“: Gattinara DOCG, Ghemme DOCG, Boca DOC, Bramaterra DOC, Colline Novaresi DOC, Coste della Sesia DOC, Fara DOC, Lessona DOC und Sizzano DOC. Die prägende Rebsorte für die Weine dieser Gebiete ist der Nebbiolo.
Die DOC Lessona gehört zu den kleinsten Denominationen Italiens und umfasst lediglich das Gemeindegebiet von Lessona. Die Weine können wahlweise aber auch als Coste della Sesia DOC klassifiziert werden, wenn sie die entsprechenden Produktionsbedingungen erfüllen, da diese Denomination regional übergreifend ist und die Gemeinde Lessona ebenfalls beinhaltet.

## Erzeugung
Der Wein wird zum größten Teil aus der Rebsorte Nebbiolo (85–100 %) mit den möglichen Verschnittpartnern Vespolina und/oder Uva Rara gekeltert. Die vorgeschriebene Reifungsdauer für den Lessona DOC beträgt 22 Monate (davon 12 im Holzfass), mit dem Zusatz „Riserva“ 46 Monate (von diesen 30 im Holzfass).

## Beschreibung
(laut Produktionsvorschriften)
- Farbe: granatrot, mit orangeroten Tönen bei Alterung
- Geruch: charakteristischer Duft, erinnert an Veilchen, fein und intensiv
- Geschmack: trocken, angenehm tanninhaltig, mit charakteristischem Geschmack und lang anhaltendem Nachgeschmack
- Alkoholgehalt: mindestens 12 Volumenprozent
- Gesamtsäure: mindestens 5 g/l
- Trockenextraktgehalt: mindestens 22 g/l